# Taufbecken Saint-Maximin (Oise)

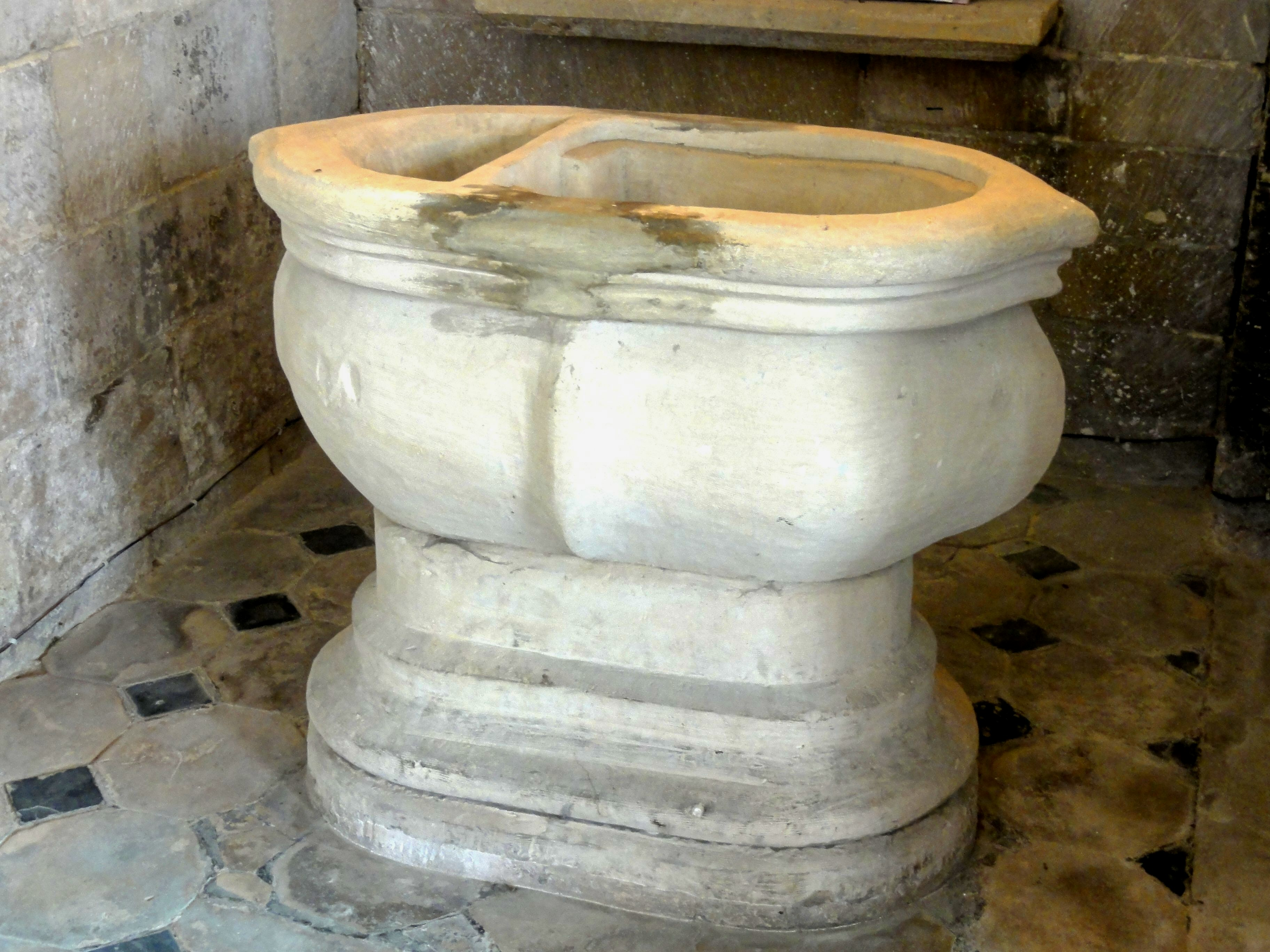
Taufbecken in Saint-Maximin

Das Taufbecken in der katholischen Pfarrkirche St-Maximin in Saint-Maximin, einer französischen Gemeinde im Département Oise in der Region Hauts-de-France, wurde im 16. Jahrhundert geschaffen. Im Jahr 1912 wurde das Taufbecken im Stil der Renaissance als Monument historique in die Liste der geschützten Objekte (Base Palissy) in Frankreich aufgenommen.
Das 95 cm hohe Taufbecken aus Kalkstein steht auf einem ovalen und mehrfach profilierten Sockel. Das ebenfalls ovale Becken besitzt zwei spitz auslaufende Enden. Lediglich die Profilierung am oberen Rand und die Godronierung dienen als Dekor. Im Inneren ist das Becken zweigeteilt.